# Eleccions legislatives gregues de 2009
Les eleccions legislatives gregues de 2009 se celebraren el 4 d'octubre de 2009 per a renovar els 300 diputats del Parlament Hel·lènic. El PASOK va guanyar per majoria absoluta i el seu cap Georgios Andreas Papandreu fou nomenat primer ministre de Grècia

## Resultats
Resultats de les eleccions al Parlament Hel·lènic de 4 d'octubre de 2009 
| Partits | Partits                                                                           | Líders                       | Vots      | %      | +/–   | Escons | +/– |
| --- | --------------------------------------------------------------------------------- | ---------------------------- | --------- | ------ | ----- | ------ | --- |
| | PASOK                                                                             | Georgios Andreas Papandreu   | 3.012.373 | 43,92  | +5,82 | 160    | +58 |
| | Nova Democràcia                                                                   | Kostas Karamanlís            | 2.295.967 | 33,48  | −8,38 | 91     | −61 |
| | Partit Comunista de Grècia                                                        | Aleka Papariga               | 517.154   | 7,54   | −0,61 | 21     | −1  |
| | Reagrupament Popular Ortodox                                                      | Georgios Karatzaferis        | 386.152   | 5,63   | +1,83 | 15     | +5  |
| | Coalició de l'Esquerra Radical                                                    | Alexis Tsipras               | 315.627   | 4,60   | −0,44 | 13     | −1  |
| | Verds Ecologistes                                                                 | Comitè de Sis Membres        | 173.449   | 2,53   | +1,48 | 0      | —   |
| | Renaixement Democràtic                                                            | Stelios Papathemelis         | 30.856    | 0,45   | −0,35 | 0      | —   |
| | Esquerra Anticapitalista de Cooperació per l'Enderrocament[A]                     | D. Desillas, et al.          | 24.737    | 0,36   | +0,04 | 0      | —   |
| | Ecologistes Grecs                                                                 | Dimosthenis Vergis           | 20.019    | 0,29   | +0,27 | 0      | —   |
| | Unió Popular-Chrysi Avyi                                                          | Nikólaos Mikhaloliakos       | 19.636    | 0,29   | —     | 0      | —   |
| | Unió de Centristes                                                                | Vasilis Levendis             | 18.278    | 0,27   | −0,02 | 0      | —   |
| | Koinonia                                                                          | Emmanouil Voloudakis         | 10.682    | 0,16   | —     | 0      | —   |
| | Partit Comunista de Grècia (marxista-leninista)                                   | Gr. Konstantopoulos, et al.  | 10.213    | 0,15   | −0,10 | 0      | —   |
| | Demòcrates                                                                        | M. Meletopoulos              | 7.611     | 0,11   | —     | 0      | —   |
| | Partit Comunista Marxista-Leninista de Grècia                                     | Antonis Papadopoulos, et al. | 5.506     | 0,08   | −0,03 | 0      | —   |
| | Partit Revolucionari dels Treballadors                                            | Sabetai Matsas               | 4.536     | 0,07   | —     | 0      | —   |
| | OAKKE                                                                             | Ilias Zafiropoulos, et al.   | 1.652     | 0,02   | −0,01 | 0      | —   |
| | Entregaré la terra, pagaré els deutes – Moviment Laborista Panagrari de Grècia[B] | M. Tzalazidis                | 1.376     | 0,02   | —     | 0      | —   |
| | Grups de Fumadors per l'Art i la Creació Artística[C]                             | Nikos Louvros                | 1.355     | 0,02   | —     | 0      | —   |
| | Llum – Veritat – Justícia[B]                                                      | Konstantinos Melissourgos    | 867       | 0,01   | ±0    | 0      | —   |
| | Independents                                                                      | —                            | 277       | 0,00   | ±0    | 0      | —   |
| | Desenvolupament Regional Urban [C]                                                | Nikolaos Kolitis             | 8         | 0,00   | —     | 0      | —   |
| | Amics de l'Home[C]                                                                | K. Stamoulis                 | 8         | 0,00   | —     | 0      | —   |
| | Vella República[C]                                                                | A. Daskalopoulos             | 3         | 0,00   | —     | 0      | —   |
| Vots vàlids | Vots vàlids                                                                       | Vots vàlids                  | 6.858.342 | 97,36  |       |        |     |
| Vots nuls | Vots nuls                                                                         | Vots nuls                    | 143.658   | 2,04   |       |        |     |
| Vots en blanc | Vots en blanc                                                                     | Vots en blanc                | 42.479    | 0,60   |       |        |     |
| Totals | Totals                                                                            | Totals                       | 7.044.479 | 100,00 | —     | 300    | —   |
| Electorat i participació | Electorat i participació                                                          | Electorat i participació     | 9.933.385 | 70,92  |       |        |     |
| Font: Ministeri de l'Interior, Administració Pública i Descentralització Arxivat 2007-09-22 a Wayback Machine., amb 20.937 (100,00%) de 20.937 taules escrutades a les 06:53, 7 d'octubre (UTC)                                                                                              |                                                                                   |                              |           |        |       |        |     |
| Notes A Els resultats de l'Esquerra Anticapitalista de Cooperació per l'Enderrocament són comparats amb la suma dels obtinguts el 2007 per l'Esquerra Unida Anticapitalista i el Front d'Esquerra Radical. B Només participà en dues constituències. C Només participà en una constituència. |                                                                                   |                              |           |        |       |        |     |

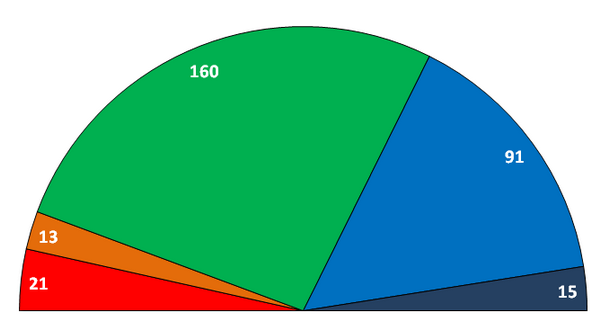
Escons representats al parlament sortint
Moviment Socialista Panhel·lènic: 160 escons
Nova Democràcia: 91 escons
Partit Comunista: 21 escons
Reagrupament Popular Ortodox: 15 escons
Coalició de l'Esquerra Radical: 13 escons